# Munroa squarrosa
Munroa squarrosa là một loài thực vật có hoa trong họ Hòa thảo. Loài này được (Nutt.) Torr. mô tả khoa học đầu tiên năm 1857.

## Hình ảnh

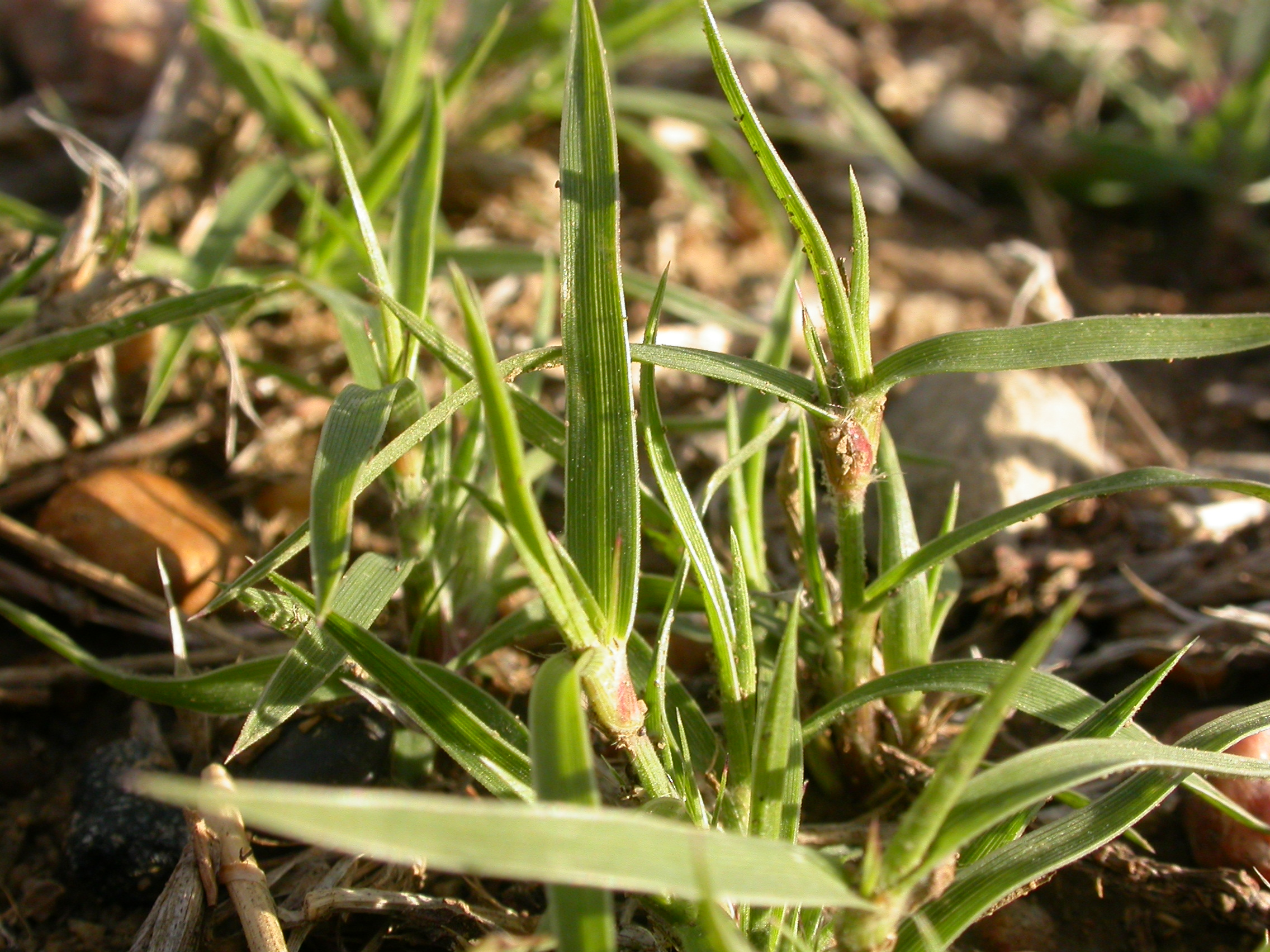
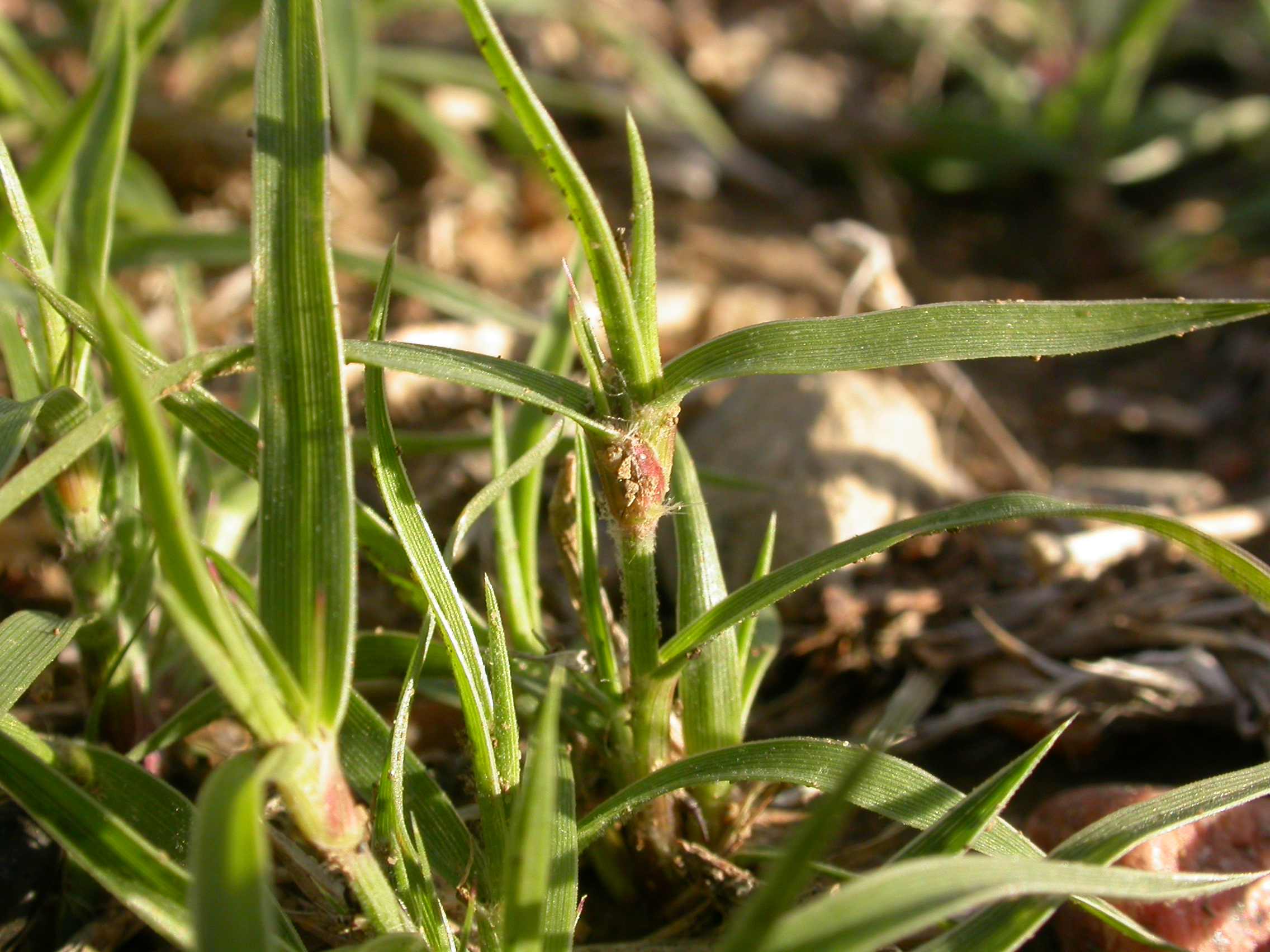
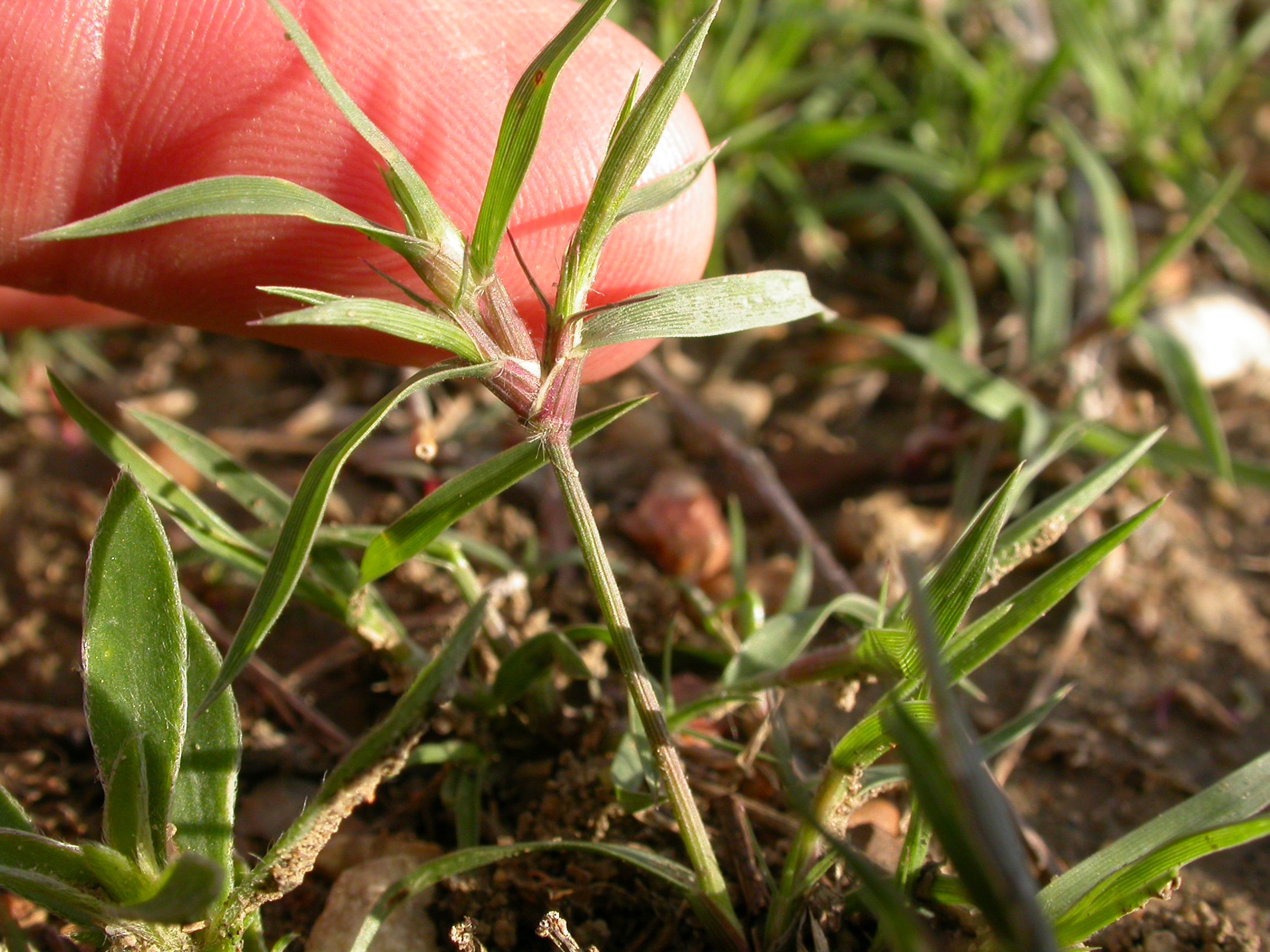
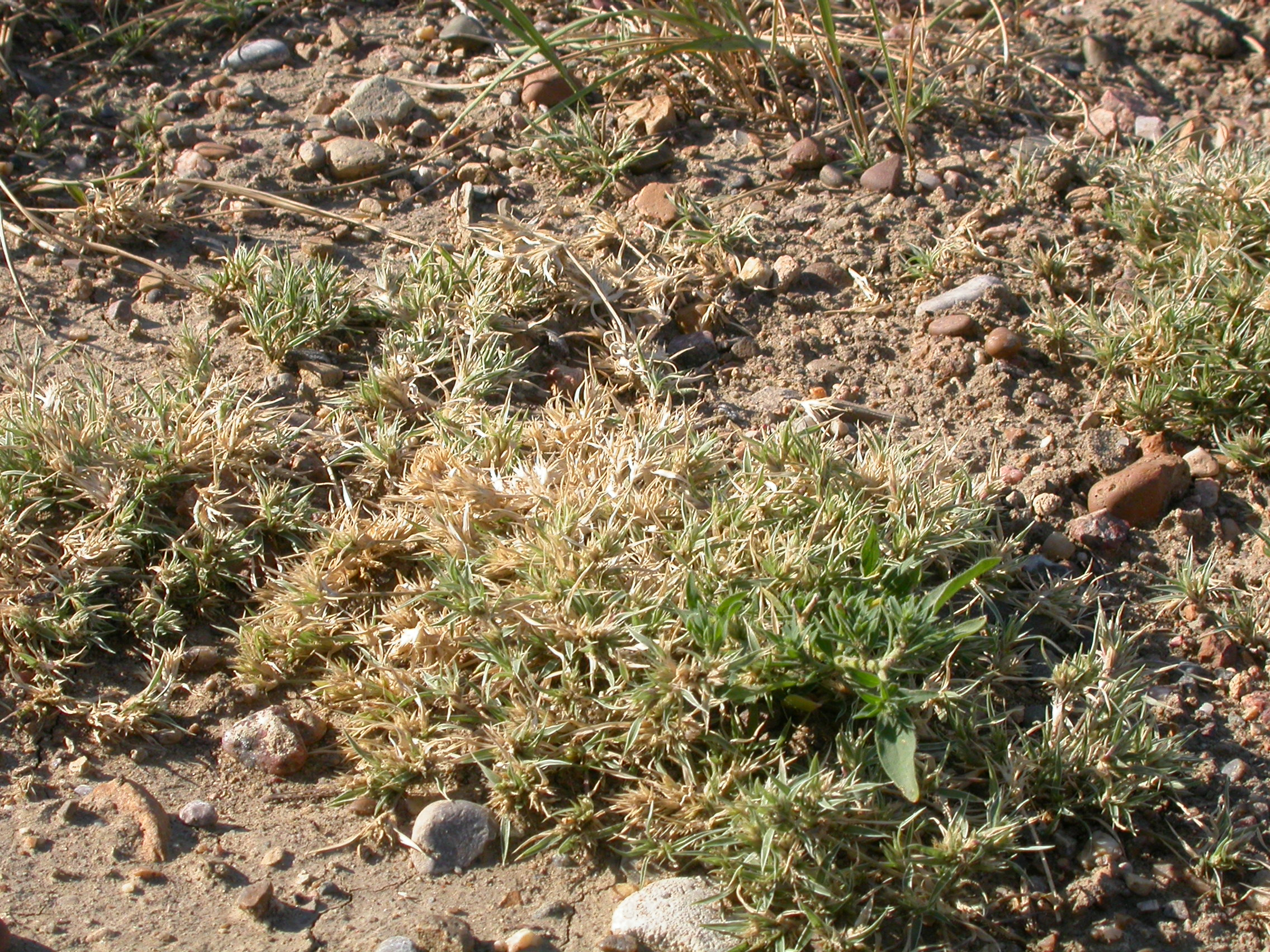